# Bordeelscène (Frans van Mieris)
Bordeelscène, ook bekend als Herbergscène, is een schilderij van Frans van Mieris uit circa 1658 - 1659. Dit genrestuk, een hoogtepunt in het oeuvre van de kunstenaar, is sinds 1960 eigendom van het Mauritshuis in Den Haag. 

## Voorstelling
Een flirtende man en vrouw nemen een centrale plaats in op Bordeelscène. Terwijl de soldaat in harnas zijn glas omhoog houdt en de vrouw bij haar schort vastgrijpt, schenkt zij hem nog eens wijn bij uit een tinnen kan. Haar diepe decolleté verraadt al dat hier een huis van lichte zeden is afgebeeld. Talrijke details op de achtergrond maken dat voor de toeschouwer verder duidelijk. Zo slaapt links een man zijn roes uit, hangt het beddengoed over de balustrade en is door een deur een ander paartje te zien. De man van dit tweede paartje is waarschijnlijk een zelfportret van de schilder. Zelfs de luit die links aan de muur hangt, is een symbool van een bordeel. De duidelijkste verwijzing zijn echter de parende hondjes. De reu werd in de preutse negentiende eeuw overgeschilderd, maar is na een restauratie weer tevoorschijn gekomen.
Van Mieris was een leerling van Gerrit Dou, een van de voornaamste Leidse fijnschilders waartoe ook Van Mieris gerekend wordt. De fijnschilders probeerden de werkelijkheid zo realistisch en gedetailleerd mogelijk weer te geven. Hun 'gladde' techniek zorgt ervoor dat de penseelstreken nauwelijks zichtbaar zijn. Bordeelscène is een uitstekend voorbeeld van hun stijl, zoals blijkt uit de prachtig weergegeven reflecties op de kan of het met veel oog voor detail geschilderde potje en flesje op de plint van de balustrade, waartussen zelfs nog een strootje uit een matras steekt.

## Herkomst
- in bezit van Lady Seafort.
- tot 1 mei 1875: in bezit van Ch. Bredel.
- tot 16 juni 1876: in bezit van A. Devy, Londen.
- tot 25 juni 1892: in bezit van de Earl of Dudley.
- gekocht door E. Steinkopf, Londen.
- 1935: in bezit van de kunsthandel Duits & Co.
- 1940: in bezit van Fritz Mannheimer, Amsterdam.
- 1941: opgekocht door de Dienststelle Mühlmann, Den Haag voor Adolf Hitler.
- 1941: opgenomen in het Führermuseum, Linz.
- overgebracht naar Stichting Nederlands Kunstbezit, Den Haag.
- overgedragen aan Dienst voor 's Rijks Verspreide Kunstvoorwerpen, Den Haag.
- 20 januari 1960: overgedragen aan het Mauritshuis.